# 브라질한국학교
브라질한국학교(브라질 포르투갈어: Colégio Polilogos)는 브라질 상파울루에 있었던 재외한국학교이다. 유치원부터 고등학교 과정까지 운영하였다.

## 연혁
- 1998년 : 개교[2]
- 2014년 : 중, 고등학교 과정 폐지
- 2017년 : 세금 체납 등 경영난으로 인해 폐교[3]